# Drosanthemum leptum
Drosanthemum leptum är en isörtsväxtart som beskrevs av L. Bol. Drosanthemum leptum ingår i släktet Drosanthemum och familjen isörtsväxter. Inga underarter finns listade i Catalogue of Life.